# Castell Coll
Castell Coll és una obra del municipi d'Olot declarada bé cultural d'interès nacional. Més que un gran castell, l'estada senyorial dels senyors del Coll, és un casal fort, un edifici gòtic, amb torre annexa, convertit en masia. És de planta rectangular i carreus ben tallats. La distribució interior es realitza als costats d'un pati interior. Ja a principis de segle xix es trobava molt fet malbé, però s'habilitaren els costats nord-oest i sud, als baixos, pel bestiar, i el pis superior pels pagesos. La tradició parlava d'uns passadissos subterranis pels quals es podia fugir en cas d'atac. No fa gaires anys es descobriren aquests passadissos que menen del castell a la casa de la torre de la Vall de Bianya. Està situat vers l'extrem nord-oest del terme olotí, al vessant sud-est de la serra de Sant Miquel del Mont. Des de la fortificació es gaudeix d'una bona panoràmica sobre la plana d'Olot.

## Història
El casal fortificat està documentat el 1132. Del primer senyor que en tenim notícies és d'Emelio («Dominus Emelius»), que, amb la seva muller Quíxila i fills, va fer edificar l'església de Sant Andreu del Coll l'any 995, quan el lloc s'anomenava «collo Aliarii», coll d'Alier. Els seus successors foren: Suniario (1028), Isarno (1028), Durando (1034), Bremundo (1034), Arnaldo Bremundo (1108-1127), Bernardo Mir (1139), Pere del Coll (1198-1236), Bernat del Coll (1267), Pere del Coll (1267), Berenguer (1298), Guillem (1298-1325), Berenguer del Coll (1325-1334), que fou enterrat a Sant Andreu i va tenir la lauda sepulcral gòtica, Berenguer del Coll (1336), Guillem del Coll (1342), Raimonde Podiolo (1419), Mandina (1419-1421), Bartomeu de Montagut (1529), Joan de Montagut (1592), Miquel de Montagut i Vallgornera (1640), Baltasar de Vallgornera (1703-1726), Antoni de Vallgornera (1744-1778), Ramon de Vallgornera (1778). Fins a principis del segle xxi eren propietaris els marquesos de Vallgornera.
Consta homenatge retut pel cavaller Pere del Coll (1236) a Bernat d'Oix, que l'hi donà drets sobre diversos delmes i possessions, els quals tenia en feu per Guillem de Cevià. Fou succeït pel seu fill Bernat del Coll; els seus béns passaren al net Guillem del Coll i després al besnet Berenguer del Coll que, el 1325, vengué la meitat dels delmes a Ermessenda del Coll. El seu fill, també de nom Berenguer, es casà amb Blanca el 1336. De llur hereu Guillem del Coll, es documenta la venda d'unes bordes a l'abat de Camprodon l'any 1342. L'any 1344, Guillem reté homenatge a l'abat de Camprodon.
La casa forta va ser possessió del llinatge Coll fins a l'any 1419, quan apareix com a senyor Ramon de Pujol. La seva filla Alamandina es casà amb un membre de la família Peguera, senyors del castell de l'Espunyola. Posteriorment depengué dels Montagut i dels Vallgornera. Els seus darrers senyors, els Vallgornera, l'abandonaren al segle xviii, època en què perdé la categoria de castell, i en traslladaren el centre de la jurisdicció a la Torre Llunes, bastida al pla.

## Arquitectura
Edifici de planta quadrada d'uns 19 m de costat amb la façana principal, on hi ha la porta, orientada a llevant, formada per un arc de mig punt, fet amb 10 grans dovelles. La porta té una amplada d'1,69 m i una alçada de 2,65 m. Les façanes tenen una altura entre 6 i 8 m.
Per les espitlleres es pot veure que hi havia dos nivells. Les primeres espitlleres estan situades a 1 m de terra i les segones, obertes a uns 5 m. Poc per damunt d'aquestes s'acaba l'obra medieval. Els carreus són escairats, d'uns 30 cm per 35 cm, ben arrenglerats i units amb morter de calç. A les parets de tramuntana i occidental s'hi veu un aparell constructiu diferent, amb carreus col·locats verticalment.
A l'interior hi ha dos arcs de mig punt i un arc rebaixat. A tota la banda de tramuntana i també a llevant s'aixequen construccions d'època moderna, del temps en què el castell era utilitzat com a masia.
La part més antiga d'aquesta fortificació són els murs perimetrals que podrien ser datats vers el segle xiii. Segurament els arcs que hi ha a l'interior són dels segles xiv i xv. La resta de construccions són del segle xvii o xviii. Per les seves característiques, és una típica fortificació de la baixa edat mitjana organitzada no pas al voltant d'una torre si no al voltant d'un pati.